# Lasiocercis nigrosignata
Lasiocercis nigrosignata är en skalbaggsart som beskrevs av Stefan von Breuning 1965. Lasiocercis nigrosignata ingår i släktet Lasiocercis och familjen långhorningar.
Artens utbredningsområde är Madagaskar. Inga underarter finns listade i Catalogue of Life.